# Kamen Brela
Kamen Brela, znan i kao Šakan kamen je hrid u hrvatskom dijelu Jadranskog mora, uz obalu u mjestu Brelima. U blizini je još jedna 2 metra visoka hrid i još jedna manja.

## Ime
Ime Šakan za ovaj kamen bio je u uporabi sve do početka 20. stoljeća. U svezi je sa sredozemnom medvjedicom, kojoj je bio prirodno stanište. Sredozemnu medvjedicu narod je nazivao raznim nazivima, a u njih spada šakan po kojem je stijena ponijela ime.

## Zemljopis
Nalazi se na zapadnoj strani jedne od najljepših šljunčanih plaža, Punte rata, na zaštićenom području, kod rta prekrivenog borovom šumom. Stijena se je najvjerojatnije odlomila od stijena koje su nad Brelima prije više stoljeća, ali nije poznato točno kad.
Visine je 6 metara. Obalna crta je 42 metra i površine je oko 120 metara četvornih.
Kamen od kojeg je sazdana hrid je breča. Ova gromada je "otok" bez obalnog dijela.
U Državnom programu zaštite i korištenja malih, povremeno nastanjenih i nenastanjenih otoka i okolnog mora Ministarstva regionalnoga razvoja i fondova Europske unije, ne spominje se, niti pod "manje nadmorske tvorbe (hrid različitih oblika i veličine)".

## Flora
Općina Brela pokrenula je projekt da bi se istražio i zaštitio najstariji bor na stijeni, star više od stotinu godina, nekad dominirajuće lijepo stablo, danas u lošem stanju i u terminalnoj je fazi. Znanstvenici su prigodom istraživanja bora kompletirali mapu flore ove hridi. Među njima su mirta, planika, maslina, pinija i ostale mediteranske biljke. Uz stogodišnja, izbrojali su šest malih alepskih borova koji predstavljaju opasnost za stijenu. Popis svih biljaka koje se nalaze na Kamenu Brela upotpunjen je 16. ožujka 2020. godine.
Zbog razvijenog stadija vegetacije na svojoj površini jedinstven je na hrvatskom priobalju. Na sebi nosi jedanaest vrsta biljaka. Prekrivaju ga drvenaste biljke, hemikriptofiti i hazmofiti, koji se na samom litoralnom dijelu obale rijetko vide. Struktura breče, koji je nekakav zatvoreni mikrosvijet za sebe, a od kojeg se borovi hrane, uporište je za razvoj ovakvih životnih oblika, dok su na kontaktnoj kontaktnoj zoni mora i kopna vapnenačke stijene koje dopuštaju rast samo kratkovječnijim biljkama (motar i slično). Nažalost, korijenje borova i vrijeme nagrizaju hrid.

## Vanjske poveznice
|  | Zajednički poslužitelj ima još gradiva o temi Kamen Brela |